# Phineas og Ferb-afsnit
 Phineas and Ferb er en amerikansk animeret musical-komedie tv-serie skabt af Dan Povenmire og Jeff "Swampy" Marsh til Disney Channel og Disney XD. Programmet handler om Phineas Flynn og hans stedbror Ferb Fletcher under sommerferien.

## Serieoversigt
| Sæson | Sæson | Segmenter | Afsnit | Oprindelig sendt | Oprindelig sendt  |
| Sæson | Sæson | Segmenter | Afsnit | Start            | Slut              |
| ----- | ----- | --------- | ------ | ---------------- | ----------------- |
|       | 1     | 47        | 26     | 17. august 2007  | 18- februar 2009  |
|       | 2     | 65        | 38     | 19. februar 2009 | 11. februar 2011  |
|       | 3     | 62        | 35     | 4. marts 2011    | 30. november 2012 |
|       | 4     | 48        | 30     | 7. december 2012 | 12. juni 2015     |

## Afsnit

### Sæson (2007–2009)
| Nr. i serie       | Nr. i sæson | Titel                              | Instruktør    | Forfatter                          | Storyboard af | Oprindelig sendedato |
| ----------------- | ----------- | ---------------------------------- | ------------- | ---------------------------------- | ------------- | -------------------- |
| 1                 | 1           | "Rollercoaster"                    | Dan Povenmire | Jeff "Swampy" Marsh                |               | dato/måned/år        |
| Kort handling her |             |                                    |               |                                    |               |                      |
| 2                 | 2           | "Lawn Gnome Beach Party of Terror" | Neil Affleck  | Jeff "Swampy" Marsh & Martin Olson |               | dato/måned/år        |
| Kort handling her |             |                                    |               |                                    |               |                      |

### Sæson 2 (2009–2011)
| Nr. i serie       | Nr. i sæson | Titel | Instruktør | Forfatter | Storyboard af | Oprindelig sendedato |
| ----------------- | ----------- | ----- | ---------- | --------- | ------------- | -------------------- |
| 1                 | 1           |       |            |           |               |                      |
| Kort handling her |             |       |            |           |               |                      |
| 2                 | 2           |       |            |           |               |                      |
| Kort handling her |             |       |            |           |               |                      |

### Sæson 3 (2011–2012)
| Nr. i serie       | Nr. i sæson | Titel | Instruktør | Forfatter | Storyboard af | Oprindelig sendedato |
| ----------------- | ----------- | ----- | ---------- | --------- | ------------- | -------------------- |
| 1                 | 1           |       |            |           |               | dato/måned/år        |
| Kort handling her |             |       |            |           |               |                      |
| 2                 | 2           |       |            |           |               | dato/måned/år        |
| Kort handling her |             |       |            |           |               |                      |

### Sæson 4 (2012–2015)
| Nr. i serie       | Nr. i sæson | Titel                 | Instruktør | Forfatter | Storyboard af | Oprindelig sendedato |
| ----------------- | ----------- | --------------------- | ---------- | --------- | ------------- | -------------------- |
| 175               | 1           | "Force Your Ice Only" |            |           |               | dato/måned/år        |
| Kort handling her |             |                       |            |           |               |                      |
| 176               | 2           | "Happy New Year!"     |            |           |               | dato/måned/år        |
| Kort handling her |             |                       |            |           |               |                      |

| Fjernsyn | Spire Denne artikel om et tv-program er en spire som bør udbygges. Du er velkommen til at hjælpe Wikipedia ved at udvide den. |